# Skrunda kommun
Skrundas novads var en kommun i Lettland. Den låg i den västra delen av landet, 130 km väster om huvudstaden Riga. Antalet invånare var 6 057. Arean var 553 kvadratkilometer.
2021 slogs kommunen samman med Kuldīga kommun.
Följande samhällen fanns i Skrundas novads:
- Skrunda